# 什奇特諾縣

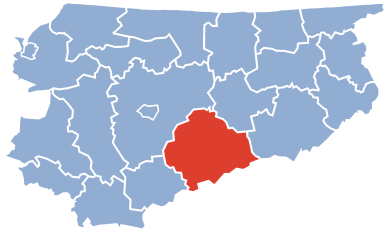

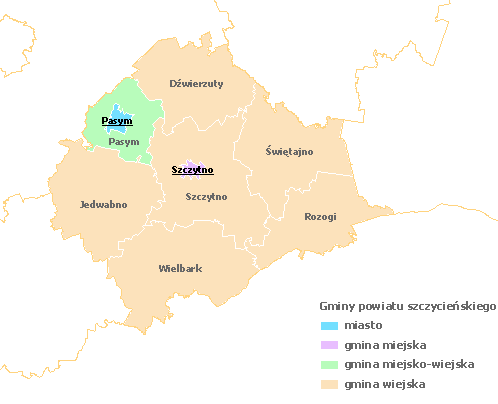

53°33′46″N 20°59′7″E / 53.56278°N 20.98528°E
什奇特諾縣（波蘭語：Powiat szczycieński），是波蘭的縣份，位於該國東北部，由瓦爾米亞-馬祖里省負責管轄，首府設於什奇特諾，面積1,933平方公里，2006年人口69,289，人口密度每平方公里36人。